# Werna
Werna ist ein Ortsteil der Stadt Ellrich im Landkreis Nordhausen in Thüringen.

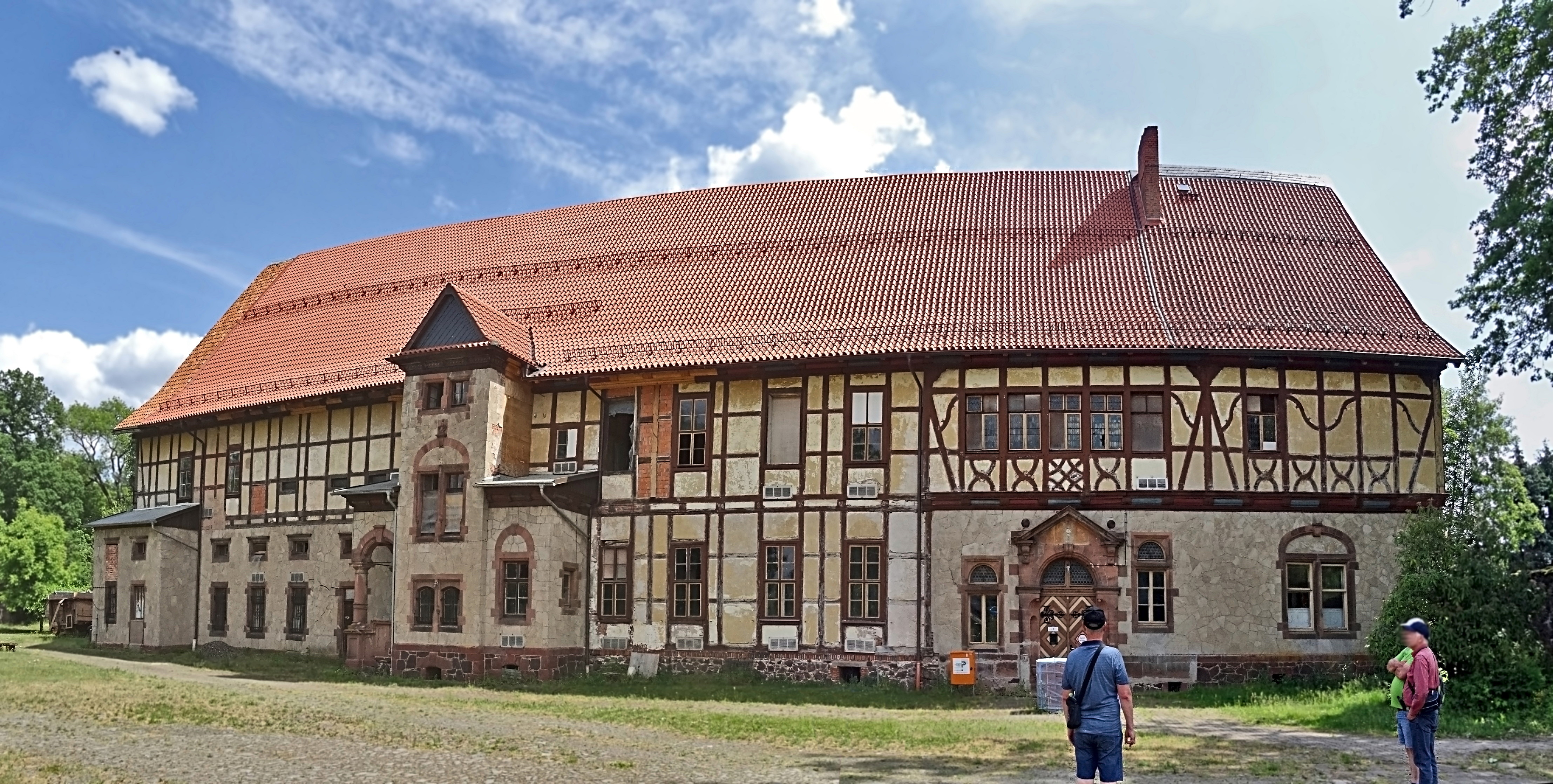
Rittergut Spiegelsches Haus

## Geographie

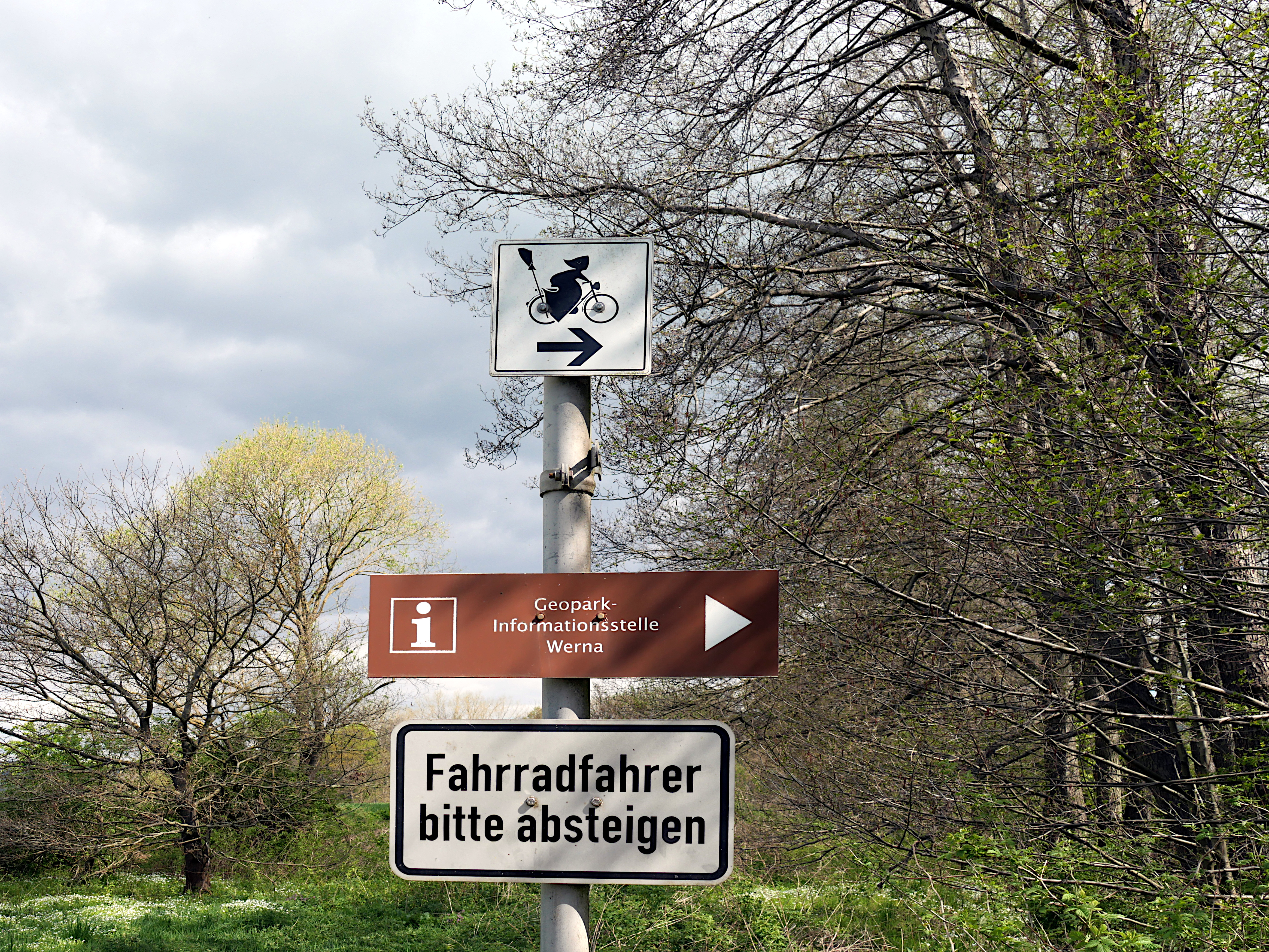
Hinweisschild Informationsstelle Werna des Geoparks Harz – Braunschweiger Land – Ostfalen.

Werna befindet sich etwa 2 Kilometer östlich von Ellrich, südlich von Sülzhayn und westlich von Appenrode. Das Dorf wird vom Bach Sülze durchflossen, welche südlich des Ortes in die Zorge mündet. Die Gemarkung des Dorfes unterliegt den Karsterscheinungen des Harzvorlandes, wodurch die Sülze und teilweise auch die Zorge in niederschlagsarmen Monaten trockenfallen können und die landwirtschaftlichen Böden meist grundwasserfern sind.

## Geschichte
Werna – auch als Elerina geführt – wurde am 18. Mai 876 erstmals urkundlich erwähnt. Im Ort gab es ein Rittergut, das von 1585 bis 1945 im Besitz der Freiherren Spiegel von Peckelsheim war.
1950 wurde der Ort als Ellrich-Ost nach Ellrich eingemeindet und erhielt seinen Namen erst nach der Wiedervereinigung zurück.

## Ortsbürgermeister
Seit 1990 ist Wolfgang Krug (CDU) Ortsbürgermeister von Werna. Er wurde zuletzt bei der Kommunalwahl 2024 mit 95,2 Prozent der Stimmen wiedergewählt.

## Bauwerke
Das bis heute erhaltene Herrenhaus ist ein Fachwerkbau, der – nach Zerstörung eines von den Spiegel nach ihrer Übernahme erbauten Hauses im Dreißigjährigen Krieg – 1661/2 neu errichtet wurde. Vom Vorgängerbau sind in der Südwand noch drei Fenstergewände vorhanden. Um 1831 wurde das langgestreckte Gebäude mit Steinsockel und Fachwerkobergeschoss umgebaut und 1883 historistisch überformt durch den Architekten Ferdinand Schorbach. In der DDR-Zeit wurde es als Feierabend- und später Pflegeheim benutzt. Der Park und der Seerosenteich wurden Besuchern wieder zugänglich gemacht. Von 2017 bis 2025 wurde das Gut für 1,7 Millionen Euro saniert.
Die denkmalgeschützte Kirche St. Johannis, eine im Jahre 1700 geweihte barocke Patronatskirche, ausgestattet mit reichem Schnitzwerk, wurde zur DDR-Zeit 1956 baupolizeilich gesperrt. Sie wurde nach der Wende saniert und 1995 wieder in Dienst genommen.

## Verkehr
Die Landesstraße 2073 durchquert den Ort. Sie führt vom Abzweig der Bundesstraße 4 bei Niedersachswerfen über Appenrode nach Ellrich.
Die Buslinie 24 verbindet Werna Montag bis Freitag im Schul- und Berufsverkehr mit Niedersachswerfen und Ellrich. Am Wochenende wird der Ort jeweils einmal mittags und abends angefahren.

## Persönlichkeiten
- Klaus-Dieter Baumgarten (1931–2008), Stellvertreter des Ministers für Nationale Verteidigung im Ministerrat der DDR und Chef der Grenztruppen der DDR